# David Melody
Pour les articles homonymes, voir Melody.
David Melody, né le 4 mai 1977 à Clermont-Ferrand, est un joueur de basket-ball professionnel français. Il mesure 1,84 m.

## Biographie
Lors de la saison 2007-2008 avec la JA Vichy, en moyenne, il marque 8,2 points par match et prend 7 rebonds.
Arrivé durant l'été 2010, il participe à la montée de la Dijon en Pro A en 2011.
Lors de la saison 2012-2013, il dispute les deuxièmes playoffs de sa carrière avec Dijon et termine deuxième au scrutin du meilleur défenseur du championnat.
À l'issue de la saison 2012-2013, il met un terme à sa carrière professionnelle.
Il joue toutefois en tant qu'amateur avec le Stade clermontois Basket Auvergne depuis 2013, club qui évolue en N2, la quatrième division française. En septembre 2013, il crée son entreprise de désamiantage dans la région clermontoise.
En juin 2015, le Stade clermontois fusionne avec la JA Vichy pour former la Jeanne d'Arc Vichy-Clermont Métropole Basket (JAVCM) qui évoluera, lors de la saison 2015-2016, en Pro B. En juillet 2015, Melody choisit de quitter le Stade clermontois pour rejoindre un autre club clermontois, le Clermont basket qui vient d'être promu en Nationale 2.
Il intègre en 2017 l'encadrement de la JAVCM en tant que conseiller sportif. En mai 2019, Melody est nommé directeur exécutif du club.

## Clubs
- 1996-1997 :  Clermont (Nationale 3)
- 1997-1999 :  Vichy (Pro B)
- 1999-2006 :  Clermont (Nationale 2 puis Nationale 1 puis Pro B puis Pro A)
- 2006-2007 :  Saint-Étienne (Pro B)
- 2007-2010 :  Vichy (Pro A)
- 2010-2013 :  Dijon (Pro B puis Pro A)
- 2013-2015 :  Clermont (Nationale 2)
- 2015-2016 :  Clermont basket (Nationale 2)
- 2021-2025 :  Étoile de Chamalières Sayat (Régional 1)[réf. nécessaire]

## Palmarès

### Club
- Champion de France Universitaire en 1998
- Champion de France de Nationale 1 en 2002
- Champion de France Pro B : 2004 et 2007
- Finaliste Semaine des As 2008
- Demi-finaliste Semaine des As 2010

### Personnel
- MVP français de Pro B en 2004
- Participation All-Star Game LNB : 2009

## Équipe nationale
- Équipe de France A' en 2004